# Ptilinopus regina
Ptilinopus regina é uma espécie de ave pertencente à família dos columbídeos. Ocorre nas florestas tropicais das terras baixas do norte e leste da Austrália e nas florestas de monções do norte da Austrália, nas Pequenas Ilhas da Sonda e nas Ilhas Maluku da Indonésia. A dieta consiste principalmente de várias frutas, palmeiras e videiras. A fêmea geralmente põe um único ovo branco.
Seu nome popular em língua inglesa é Rose-crowned fruit dove.